# Peleteria riwogeensis
Peleteria riwogeensis là một loài ruồi trong họ Tachinidae.